# حق رأی زنان در بریتانیا

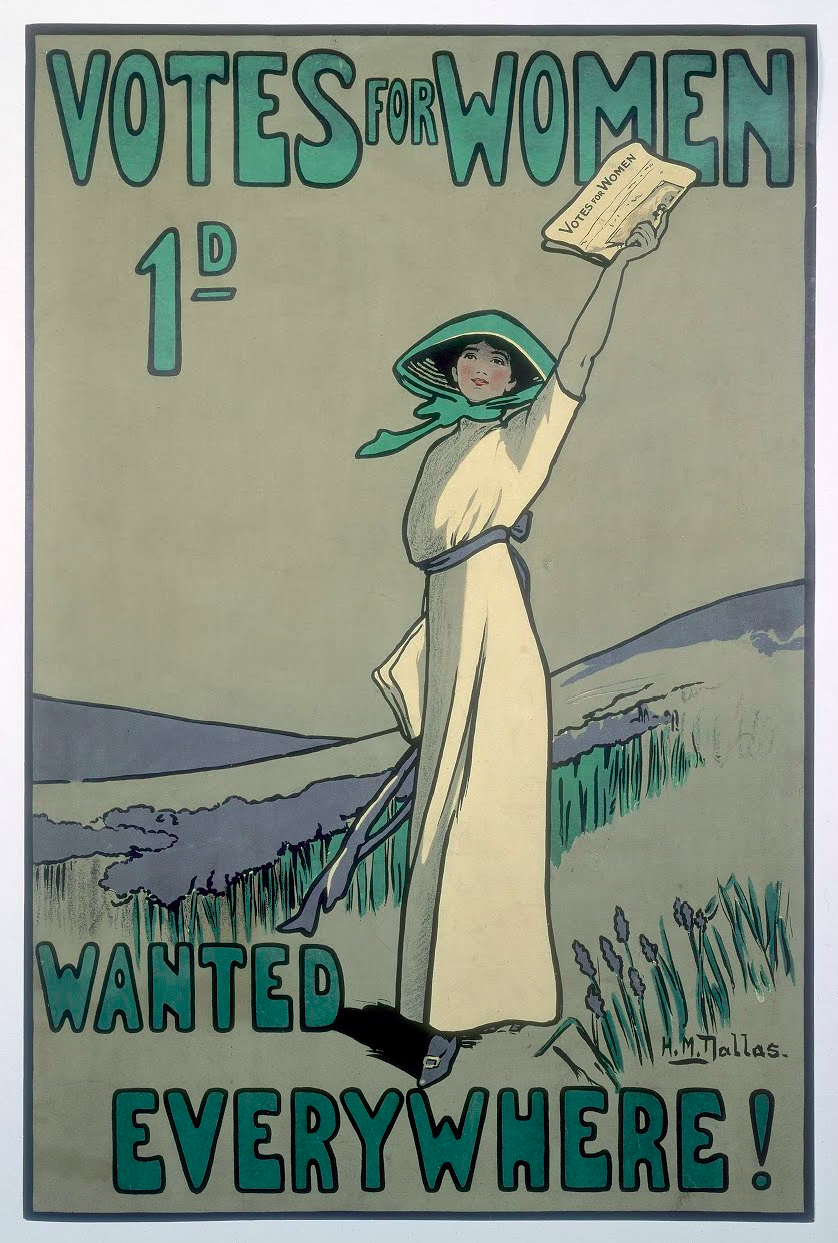
پوستر اتحادیه سیاسی اجتماعی زنان توسط هیلدا دالاس، ۱۹۰۹.

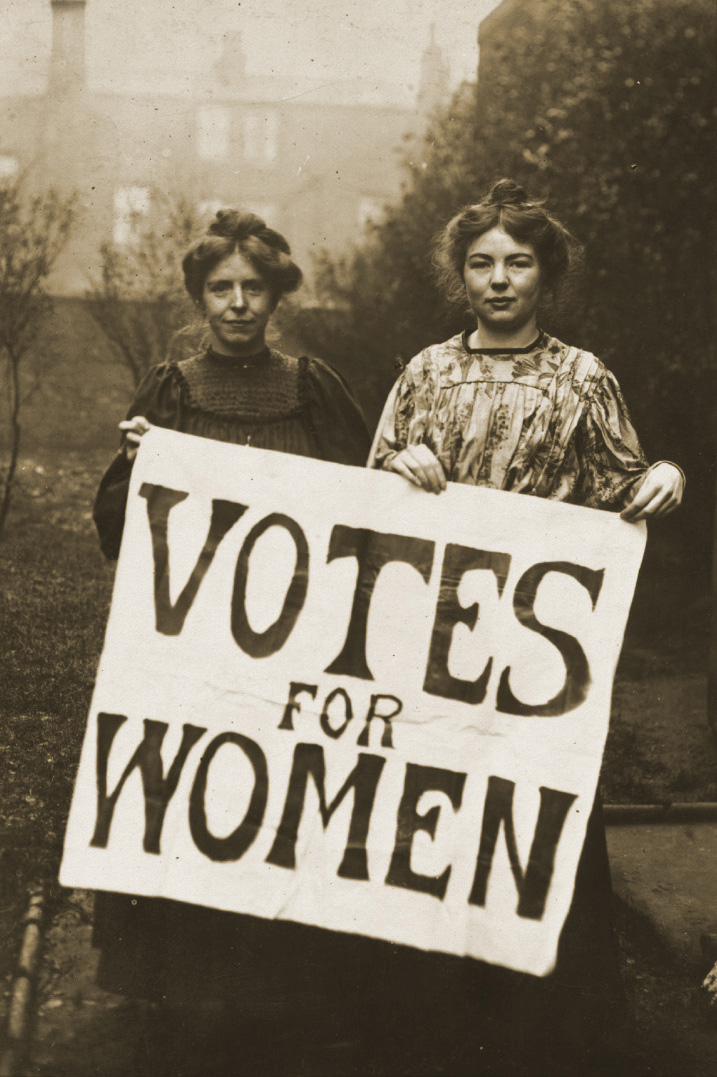
بنیانگذاران WSPU انی کنی و کریستابل پنکهرست

حق رأی زنان در بریتانیا (انگلیسی: Women's suffrage in the United Kingdom) در سال‌های ۱۹۱۸ و ۱۹۲۸ به زنان در بریتانیا داده شد. این حق توسط جنبش مبارزه برای حق رأی زنان در بریتانیا از طریق مصوبات پارلمان در سال‌های ۱۹۱۸ و ۱۹۲۸ به موفقیت رسید. این جنبش در دوران ویکتوریا تبدیل به یک جنبش ملی شد. زنان تا قبل از قانون اصلاحات ۱۸۳۲ و قانون شرکت‌های شهرداری ۱۸۳۵ به صراحت از رأی‌دهی در بریتانیا منع نشده بودند. در سال ۱۸۷۲ مبارزه برای حق رأی زنان با تشکیل انجمن ملی حق رأی زنان و بعداً اتحادیه ملی جوامع حق رأی زنان (NUWSS) با نفوذتر تبدیل به یک جنبش ملی شد. و همچنین در انگلستان، جنبش‌های حق رأی زنان در ولز، اسکاتلند و سایر بخش‌های بریتانیا شتاب بیشتری گرفت. این جنبش‌ها تا سال ۱۹۰۶ افکار جامعه را به نفع حق رأی زنان تغییر داد. در این مرحله بود که کارزار مبارزاتی با تشکیل اتحادیه اجتماعی و سیاسی زنان (WSPU) آغاز شد.
وقوع جنگ جهانی اول در سال ۱۹۱۴ منجر به تعلیق سیاست‌های حزبی، از جمله مبارزات انتخاباتی مبارزاتی شد. لابی گری بی سر و صدا انجام شد. در سال ۱۹۱۸، یک دولت ائتلافی قانون نمایندگی مردم در سال ۱۹۱۸ را تصویب کرد که به همه مردان بالای ۲۱ سال و همچنین زنان بالای ۳۰ سال که حداقل شرایط مالکیت را داشتند، از حق رأی برخوردار شدند. این اقدام اولین قدمی بود که تقریباً همه مردان بالغ را در سیستم سیاسی شامل می‌شد و شروعی برای حضور زنان کرد. در سال ۱۹۲۸ دولت محافظه کار قانون ۱۹۲۸ نماینده مردم (Equal Franchise) را تصویب کرد که حق امتیاز را برای همه افراد اعم از زن و مرد بالای ۲۱ سال یکسان می‌دانست.

## زمینه
تا زمانی که قانون اصلاحات بزرگ سال ۱۸۳۲ «شرایط افراد رأی‌دهنده» را مشخص کرد، تعداد کمی از زنان می‌توانستند از طریق مالکیت در انتخابات پارلمانی رأی دهند، اگرچه این امر نادر بود. در انتخابات دولت محلی، زنان حق رأی را بر اساس قانون شرکت‌های شهرداری ۱۸۳۵ از دست دادند. در قانون حق رأی شهرداری ۱۸۶۹ زنان مجرد حق رأی دریافت کردند. این حق در قانون دولت محلی ۱۸۹۴ تأیید شد و شامل برخی از زنان متأهل شد که بیش از ۷۲۹۰۰۰ زن واجد شرایط رأی‌دادن در انتخابات محلی در انگلستان و ولز شدند. تا سال ۱۹۰۰، بیش از ۱ میلیون زن برای رأی‌دهی در انتخابات دولت محلی در انگلستان ثبت نام کردند.
در مجموعه منحصربه‌فرد نظرسنجی‌های مرزی که از سال ۱۹۱۵ تا ۱۹۱۶ بر اساس قانون کلیسای ولز در سال ۱۹۱۴ انجام شد، زنان نیز با همان شرایطی که مردان (یعنی همه ساکنان محله بالای ۲۱ سال) در حق رأی قرار گرفتند. این جلسات برای تعیین اینکه آیا ساکنان محله‌هایی که در مرز سیاسی بین انگلستان و ولز قرار دارند. قانون کلیسای ولز در سال ۱۹۱۴، کمیسران کلیسای ولز را موظف کرده بود که نظرات «کلیسایان» را مشخص کنند، و آنها تصمیم گرفتند «به همه افراد ۲۱ ساله یا بیشتر، اعم از مرد یا زن، اجازه دهند که صدای خود را داشته باشند».
هم قبل و هم بعد از قانون اصلاحات ۱۸۳۲ عده ای طرفدار این بودند که زنان باید در انتخابات پارلمانی حق رأی داشته باشند. پس از تصویب قانون اصلاحات، هنری هانت نماینده مجلس استدلال کرد که هر زنی که مجرد، مالیات دهنده و دارای اموال کافی است باید اجازه رأی‌دهی داشته باشد. یکی از این زنان ثروتمند، مری اسمیت، در این سخنرانی به عنوان مثال مورد معرفی قرار گرفت.
شواهدی وجود دارد که نشان می‌دهد ویلیام لاوت، یکی از نویسندگان منشور خلق، مایل بود حق رأی زنان را به عنوان یکی از خواسته‌های کمپین درج کند، اما به این دلیل که اجرای منشور را به تأخیر می‌اندازد، این کار را نکرد. در این زمان بیشتر زنان آرزویی برای کسب رأی نداشتند. یک کتاب نظرسنجی از سال ۱۸۴۳ وجود دارد که به وضوح نام ۳۰ زن را در میان کسانی که رأی داده‌اند نشان می‌دهد. این زنان نقش فعالی در انتخابات داشتند. در فهرست، ثروتمندترین رأی‌دهندگان زن، گریس براون. با توجه به نرخ‌های بالایی که او پرداخت کرد، گریس براون مستحق چهار رأی بود.
لیلی ماکسول در سال ۱۸۶۷ پس از قانون اصلاحات بزرگ در سال ۱۸۳۲ رأی برجسته‌ای در بریتانیا به صندوق انداخت مکسول، صاحب مغازه، شرایط ملکی را داشت که در غیر این صورت اگر مرد بود، واجد شرایط رأی دادن بود. به اشتباه، نام او به ثبت نام انتخابات اضافه شده بود و بر این اساس او موفق شد در یک انتخابات میان‌دوره‌ای رأی دهد - رأی او بعداً توسط دادگاه دعاوی مشترک غیرقانونی اعلام شد.
فشار بیرونی برای حق رأی زنان در این زمان توسط مسائل فمینیستی به‌طور کلی کاهش یافت. حقوق زنان در دهه ۱۸۵۰ به‌طور فزاینده ای برجسته می‌شد، زیرا برخی از زنان در حوزه‌های اجتماعی بالاتر از اطاعت از نقش‌های جنسیتی که به آنها دیکته شده بود خودداری می‌کردند. اهداف فمینیستی در این زمان شامل حق شکایت از شوهر سابق پس از طلاق که در سال ۱۸۵۷ به دست آمد و حق زنان متأهل برای داشتن دارایی که به‌طور کامل در سال ۱۸۸۲ پس از برخی امتیازات توسط دولت در سال ۱۸۷۰ به دست آمد بود.
موضوع اصلاحات پارلمانی پس از ۱۸۴۸ کاهش یافت و تنها با انتخاب جان استوارت میل در سال ۱۸۶۵ دوباره مطرح شد. او با نشان دادن حمایت مستقیم از حق رأی زنان در سمت خود ایستاد و در آستانه دومین قانون اصلاحات نماینده مجلس بود.

## گروه‌های نخستین
در همان سالی که جان استوارت میل انتخاب شد (۱۸۶۵)، انجمن بحث زنان اول، انجمن کنزینگتون، تشکیل شد که در مورد اینکه آیا زنان باید در امور عمومی مشارکت داشته باشند یا خیر. اگرچه انجمنی برای حق رأی پیشنهاد شد، اما به این دلیل که ممکن است توسط افراط‌گرایان تصرف شود، رد شد.

## زنان در نقش‌های برجسته
املین پنکهرست یکی از چهره‌های کلیدی بود که پوشش رسانه ای شدیدی از جنبش حق رأی زنان به دست آورد. پنکهورست، در کنار دو دخترش کریستابل و سیلویا، اتحادیه اجتماعی و سیاسی زنان را تأسیس و رهبری کرد، سازمانی که بر اقدام مستقیم برای کسب رأی متمرکز بود. همسرش ریچارد پنکهورست نیز از ایده‌های حق رأی زنان حمایت می‌کرد. او نویسنده اولین لایحه حق رأی زنان بریتانیایی و قوانین مالکیت زنان متأهل در سال‌های ۱۸۷۰ و ۱۸۸۲ بود. پس از مرگ شوهرش، املین تصمیم گرفت به خط مقدم نبرد حق رأی برود. او به همراه دو دخترش کریستابل پنکهرست و سیلویا پنکهرست به اتحادیه ملی انجمن‌های حق رأی زنان (NUWSS) پیوست. املین با تجربه خود در این سازمان، اتحادیه حق رأی زنان را در سال ۱۸۸۹ و اتحادیه اجتماعی و سیاسی زنان (WSPU) را در سال ۱۹۰۳ تأسیس کرد
WSPU که از سال‌ها عدم فعالیت دولت و وعده‌های دروغین ناامید شده بود، موضعی ستیزه جویانه اتخاذ کرد که آنقدر تأثیرگذار بود که بعداً به مبارزات حق رأی در سراسر جهان، به ویژه توسط آلیس پل در ایالات متحده وارد شد. پس از سال‌ها مبارزه و ناملایمات، سرانجام زنان حق رأی به دست آوردند، اما املین اندکی پس از آن درگذشت.
یکی دیگر از چهره‌های کلیدی میلیسنت فاوست بود. او رویکردی مسالمت آمیز به مسائل ارائه شده به سازمان‌ها و راه‌های رساندن امتیاز به جامعه داشت. او از قانون دارایی زنان متأهل حمایت کرد. دو رویداد او را تحت تأثیر قرار داد تا بیشتر درگیر شود: مرگ شوهرش و تقسیم جنبش حق رأی بر سر موضوع وابستگی به احزاب سیاسی. میلیسنت، که از مستقل ماندن از احزاب سیاسی حمایت می‌کرد، اطمینان حاصل کرد که بخش‌های جدا شده با هم متحد شوند تا با همکاری یکدیگر قوی تر شوند. به دلیل اقداماتش، او رئیس NUWSS شد.
در سال‌های ۱۹۱۰–۱۹۱۲، او از لایحه‌ای برای اعطای حق رأی به زنان مجرد و بیوه یک خانواده حمایت کرد. او با حمایت از بریتانیا در جنگ جهانی اول، فکر می‌کرد که زنان به عنوان بخشی برجسته از اروپا به رسمیت شناخته می‌شوند و مستحق حقوق اولیه مانند رأی هستند. میلیسنت فاوست از خانواده ای رادیکال بود. خواهر او الیزابت گرت اندرسون پزشک و فمینیست انگلیسی و اولین زنی بود که مدرک پزشکی در بریتانیا کسب کرد. الیزابت در سال ۱۹۰۸ به عنوان شهردار آلدبورگ انتخاب شد و برای حق رأی سخنرانی کرد.